# House of Falkland

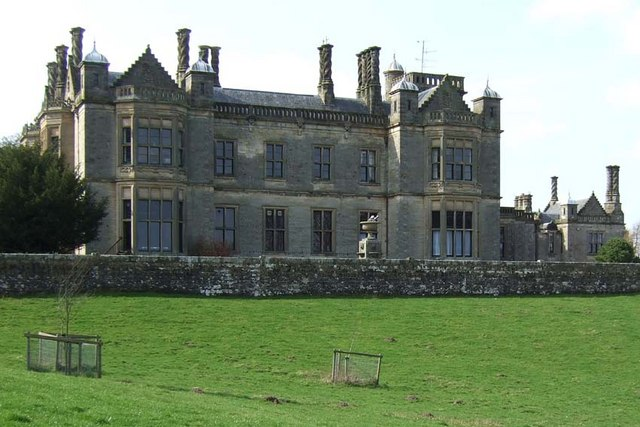
House of Falkland

House of Falkland ist ein Herrenhaus nahe der schottischen Ortschaft Falkland in der Council Area Fife. 1972 wurden das Bauwerk als Einzeldenkmal in die schottischen Denkmallisten in der höchsten Denkmalkategorie A, 2005 die Außenanlagen in das Inventory of Gardens and Designed Landscapes in Scotland aufgenommen.

## Geschichte
Die Entstehungsgeschichte des Anwesens ist eng verknüpft mit dem nahegelegenen Falkland Palace. Bei der Länderei handelt es sich um eine Abspaltung aus dem Palastanwesen unter Zukauf zusätzlicher Landstücke. In seiner heutigen Form fügte es der Burgvogt John Bruce im Jahre 1821 zusammen. Bruce begann mit der Entwicklung der Ländereien um das zwischenzeitlich abgebrochenen Nuthill House. Bruce’ Erbtochter heiratete Onesiphorus Tyndall Bruce. Das Ehepaar beauftragte William Burn mit der Planung des House of Falkland, das zwischen 1839 und 1844 errichtet wurde. Auch die umgebenden Gärten wurden in dieser Bauphase angelegt.
John Crichton-Stuart, 3. Marquess of Bute erwarb das Anwesen im Jahre 1887. Der Marquess engagierte die Architekten Robert Weir Schultz und William Frame mit der Ausgestaltung des Innenraums im Arts-and-Crafts-Stil. Auch die Gärten wurden hierbei überarbeitet. Im Laufe des Ersten Weltkriegs beherbergte das House of Falkland ein Lazarett. Im Zweiten Weltkrieg waren dort polnische Soldaten untergebracht. Heute beheimatet es die House of Falkland School.

## Beschreibung
Das House of Falkland steht isoliert rund 800 m westlich von Falkland. Das komplexe, zweistöckige Herrenhaus ist im jakobinischen Stil ausgestaltet. An der Nordwestseite schließt sich der Bedienstetenflügel an, der heute als Schulgebäude genutzt wird. Entlang der meist asymmetrisch aufgebauten Fassaden treten verschiedentlich abgekantete Ausluchten heraus. Die Fenster sind teils gekuppelt und mit steinernen Fensterpfosten gearbeitet. Das ionische Eingangsportal befindet sich an einem einstöckigen, vorspringenden Bauteil an der Nordseite. In einem Innenwinkel tritt ein Treppenturm polygonal heraus. An mehreren Stellen ragen Türmchen verschiedener Größe auf. Sie schließen mit geschwungenen Hauben.